# 早野元詞
早野 元詞（はやの もとし 1982年 - ）は、日本の生命科学者。

## 概要
熊本大学理学部生物科学科卒業、東京大学大学院新領域創成科学研究科メディカルゲノム専攻修士課程修了、東京大学大学院新領域創成科学研究科メディカルゲノム専攻博士課程修了。 博士（生命科学）。
不老不死の研究を行っている人物である。不老不死に関する書籍がベストセラーになったハーバード大学教授であるデビッド・アンドリュー・シンクレアの研究室で2013年より研究員を行ってきた。2023年の記事では、あと20年で若返りも夢ではなくなり、人間は250歳まで生きられるようになるだろうとしている。
老化というのは何であるか、そして老化を抑えることができるようになる研究を行っている。老化というのは遺伝子変異ではなくエピゲノムが原因とする。このためエピゲノムを元に戻すことで老化を防ぐことができるとしている。老化というのは病気であり、老化を治療して若返るということを目指しており、これはアンチエイジングとは異なる。